# پرنگاوور (باتوچینا)
پرنگاوور (به صربی: Prnjavor) یک منطقهٔ مسکونی در صربستان است که در باتوچینا واقع شده‌است.